# Bale (Äthiopien)

Die Provinzen Äthiopiens nach dem Zweiten Weltkrieg bis 1987

Bale oder auch Bali (Äthiopische Schrift ባሌ) ist der Name eines mittelalterlichen muslimischen Staates und einer ehemaligen Provinz im Süden Äthiopiens, zwischen den Flüssen Shabelle und Ganale.
Der Staat Bale, der vom 11. bis 13. Jahrhundert an bestand, im 14. Jahrhundert als Provinz in Äthiopien eingegliedert wurde und im 16. Jahrhundert unterging, war auf das südliche äthiopische Hochland zwischen den Oberläufen der beiden Flüsse beschränkt. Die Provinz Bale im 19. und 20. Jahrhundert umfasste hingegen auch Tieflandgebiete am Unterlauf dieser Flüsse.

## Geschichte

### Staat Bale bis zum 16. Jh.
Der Name Bale geht auf einen muslimischen Staat zurück, der – ebenso wie die umliegenden Staaten Dewaro, Hadiyya, Wag, Sharkha, Harar, Adal, Ifat und Fatajar – zwischen dem 11. und 13. Jahrhundert entstanden sein dürfte. Damals gelangte der Islam über Händler und Prediger in die Region. Insbesondere Scheich Nur Hussein – der wahrscheinlich von somalisch-arabischer Herkunft war und aus Merka an der Somaliküste stammte – tat sich als Missionar im südlichen Äthiopien hervor, wahrscheinlich im 13. Jahrhundert.
Der Staat Bale umfasste den nordwestlichen Teil der späteren Provinz. Im Norden grenzte der Fluss Shabelle Bale gegenüber Dewaro ab, die Südgrenze bildete der Ganale. Im Süden grenzte Bale an ein weites Gebiet, das von Oromo-Hirten als Weideland genutzt wurde. In Bale entwickelte sich womöglich auch unter islamischem und christlichem Einfluss das Kalendersystem der Oromo und die Institution der qaalluu. Die Bewohner von Bale selbst gehörten wohl hochlandostkuschitisch-sprachigen Gruppen („Hadiyya-Sidama“) an. Bis in das 14. Jahrhundert war zumindest ein Teil der Bevölkerung zum Islam konvertiert. Regiert wurde Bale von einem muslimischen Herrscher, der laut Shihāb al-Dīn al-Umarī anders als in den anderen Staaten nicht einer Dynastie entstammte, sondern von einfacher Herkunft war.
Bale war für Baumwollweberei bekannt und wurde u. a. von arabischen und persischen Händlern besucht. Da es weit im Süden lag, war es im Vergleich zu den anderen muslimischen Staaten weniger stark in den Handel eingebunden, aber aufgrund höherer Niederschläge auch fruchtbarer.
Unter Amda Seyon I. (1314–1344) wurde Bale, ebenso wie andere muslimische Staaten, vom christlichen Kaiserreich Äthiopien erobert und als Provinz eingegliedert. Es bildete den südlichsten Teil des äthiopischen Reiches und wurde von einem Gouverneur mit dem Titel gärad verwaltet. Die Bewohner wurden, allerdings nur oberflächlich, christianisiert. Zur Regierungszeit des Kaisers Dawit und noch einmal zur Zeit Yeshaqs fielen Truppen des Sultanats Ifat in Bale ein und sollen jeweils mit reicher Kriegsbeute zurückgekehrt sein. Nach einer weiteren Eroberung siedelte der Sultan von Ifat 1.000 muslimische Familien in Bale an. Dennoch blieb die Provinz während der meisten Zeit von Yeshaqs Herrschaft Teil des christlichen Kaiserreichs.
Bale war als eine der ersten Provinzen von den Kriegen gegen das Sultanat Adal unter Ahmed Grañ im 16. Jahrhundert betroffen. Wiederum gab es sehr verlustreiche Kämpfe, Plünderungen und Sklavenraubzüge. Unter Führung eines Adligen mit Namen 'Addalu oder ‘Adälih leisteten christliche kaisertreue Einwohner bis 1532 Widerstand. Anschließend wurde die Provinz islamisiert. Nach dem Tod von Ahmed Grañ 1543 erklärte sich dessen Neffe zum Herrscher von Bale, Fatajar und Dewaro, doch er wurde im darauffolgenden Jahr von Kaiser Gelawdewos besiegt.
Aufgrund seiner Lage war Bale Anfang des 16. Jahrhunderts auch als erste äthiopische Provinz von der Expansion der Oromo betroffen. Ende des 16. Jahrhunderts versuchte Sarsa Dengel die Provinz gegen die Oromo zu verteidigen. Schließlich ließ sich das Vordringen der Oromo jedoch nicht aufhalten, und das Gebiet, dessen vorherige Bevölkerung im Krieg dezimiert worden war, wurde oromisiert. Für die folgenden Jahrhunderte bestand keine politische Einheit namens Bale mehr.

### Somali und Oromo ab dem 18. Jh.
Im 18. Jahrhundert begann eine Expansion der Somali in das Landesinnere, die die Oromo aus Teilen des Ogaden verdrängte. Mitte des 19. Jahrhunderts überquerten die Somali den Mittellauf des Shabelle, und in den 1870er Jahren erreichten Somali-Nomaden vom Clan der Aulihan-Ogadeni-Darod den östlichen Rand des früheren Bale. Sie führten meist Krieg gegen die Arsi-Oromo und drängten diese zurück, es kam aber auch zu Mischehen und zu einer Somalisierung der östlichsten Oromo-Gruppen. In den Randgebieten des ehemaligen Bale bildeten sich Gruppen von gemischter Somali- und Oromo-Abstammung, die meist zweisprachig sind und als Gurra bekannt wurden. Somali-Nomaden drangen nicht weiter in das Hochland vor, da dort die von ihnen bevorzugte Kamelhaltung nicht möglich ist. Schwarzafrikanische Somali-sprachige Gruppen, die von Ackerbau und Fischerei leben, haben sich hingegen bis an den Oberlauf der Shabelle ausgebreitet. Sie werden Adone oder – von den Oromo – Warra Dubba genannt und stammen wohl von Sklaven der Somali ab (vgl. Somalische Bantu). Missionierende Somali-Scheichs betrieben seit Mitte des 18. Jahrhunderts auch erfolgreich die Islamisierung der östlichen Oromo.

### 19. und 20. Jahrhundert
Mit der Eroberung der südlichen Gebiete unter Menelik II. entstand Ende des 19. Jahrhunderts wieder eine Provinz Bale unter äthiopischer Herrschaft. Diese umfasste nun sowohl das von Oromo-Bauern dicht besiedelte Hochland im Westen – das Kerngebiet des früheren Bale – als auch die eher dünn von Somali-Nomaden besiedelten Ebenen im Osten, die einen Teil des Ogaden bilden. Provinzhauptstadt war Goba im Hochland. In den Hochlandgebieten wurden die Bauern zu steuerpflichtigen hörigen Untertanen, die amharischen Siedlern (Neftegna) unterstellt wurden. Das Tiefland wurde hingegen erst nach dem Zweiten Weltkrieg effektiv von Äthiopien verwaltet.
Während der italienischen Besatzung 1936–1941 wurde der nördliche Teil der Provinz als Teil des Governorats Harar verwaltet, während der südliche Teil an Italienisch-Somaliland angegliedert wurde. 1942–1960 war das Gebiet Teil von Harerge (Hararghe), 1960–1987 wurde es wieder als eigene Provinz abgetrennt.
1963–1970 führte Waqoo Gutu die Bale-Revolte, die überwiegend von Oromo-Bauern getragen wurde und sich gegen das Landbesitz- und Steuersystem richtete. Somalia, das 1960 unabhängig wurde, beanspruchte Bale einschließlich der Oromo-Hochlandgebiete als Teil eines Groß-Somalia und unterstützte sowohl Oromo-Rebellen als auch die Westsomalische Befreiungsfront (WSLF), die 1963/64 einen Aufstand im Tiefland führte. Im Ogadenkrieg von 1977/78 wurde das Tiefland von Bale praktisch ohne Widerstand von äthiopischer Seite von somalischen Truppen besetzt, Kämpfe blieben weitgehend auf den Norden Ogadens (in Harerge) beschränkt. Im Hochland war die von Somalia gegründete Somali-Abo-Befreiungsfront aktiv, die die Oromo für den Kampf um Groß-Somalia mobilisieren sollte, sie stieß aber bei den Oromo auf deutlich weniger Unterstützung als die WSLF bei den Somali.
1979 begann eine Offensive gegen die Oromo-Befreiungsfront im Hochland von Harerge, Bale, Sidamo und Arsi und zugleich gegen die WSLF, die weiterhin im Tiefland aktiv war. Für die Bevölkerung hatte diese Phase des Konfliktes schwerwiegendere Folgen als der eigentliche Ogadenkrieg. In Bale wurde 1979–1982 die große Mehrheit der Bevölkerung, vor allem im Hochland, zwangsweise in Dörfer unter Kontrolle der Regierung umgesiedelt.
1987 wurde der östliche Teil von Bale abgespalten und mit dem Ostteil von Harerge zur Autonomen Region Ogaden vereinigt.

## Gegenwart
Mit der neuen Verwaltungsgliederung Äthiopiens nach 1991, die auf einem „ethnischen Föderalismus“ beruht, wurde das Gebiet des ehemaligen Bale auf die neuen Regionalstaaten Somali und Oromia aufgeteilt. Das von Oromo-Bauern besiedelte Hochland im Westen mit dem Batu und dem Bale-Mountains-Nationalpark bildet nun die Bale-Zone von Oromia, während die von Somali-Nomaden bewohnte Ebene im Osten als Afder-Zone zu Somali gehört.
Die Beziehung zwischen Oromo und Somali bleibt komplex. Teilweise Vermischung, die Zugehörigkeit zur kuschitischen Sprachgruppe, gemeinsame Ablehnung gegen die Vorherrschaft der Hochland-Äthiopier und insbesondere auch der Islam verbindet beide Gruppen, sodass die östlichen Oromo kulturell den Somali näher stehen als den westlichen Oromo. Scheich Nur Hussein gilt als Schutzpatron der muslimischen Oromo, und seine Grabstätte im Ort Annajina/Scheich Hussein wird von Oromo wie von Somali als Pilgerstätte aufgesucht. Zugleich hat sich auch bei den östlichen Oromo ein Zusammengehörigkeitsgefühl mit den anderen Oromo entwickelt. Die auf ethnischer Zugehörigkeit basierende Regioneneinteilung hat zu einer stärkeren Polarisierung zwischen Somali und Oromo beigetragen.